# Hermann von Christen
Friedrich Hermann von Christen (* 5. März 1841 in Besenhausen; † 26. September 1919 in Werleshausen) war ein Reichstagsabgeordneter der Freikonservativen Partei, die sich ab 1871 auf Reichsebene auch Deutsche Reichspartei nannte.

## Leben

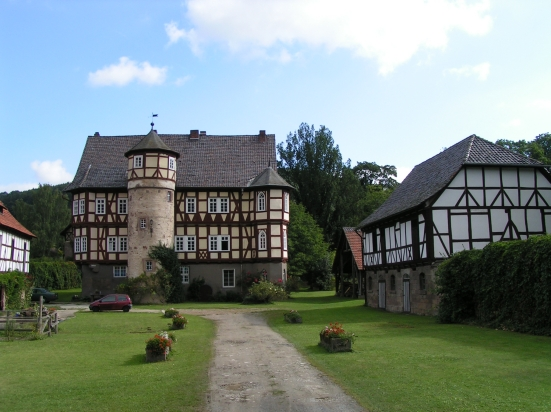
Gutshaus Werleshausen

Die Vorfahren der späteren briefadeligen Familie von Christen, beginnend mit Antonius Ignatius Christen (* 1665; † 1751), waren zumeist Ärzte und stammten aus Ungarn. Dessen Sohn Franz-Xaver Christen (* 1731; † 1808) wurde Senator. Franz-Anton Christen (* 1760; † 1847) war u. a. Dr. med., verheiratet mit Katharina Edle von Jalics, und ebenso Arzt, wie sein Sohn Christoph Christen (* 1795; † 1878), seit 1859 Herr auf Rittergut Werleshausen. Christoph, der Vater des Hermann von Christen, war zweimal verheiratet, zuerst mit Auguste de Roon (* 1813; † 1838), dann mit Caroline von Hanstein (* 1804; † 1864). Aus dieser letztgenannten Verbindung stammt Hermann von Christen.
Hermann von Christen wuchs im Drei-Ländereck der heutigen Länder Niedersachsen, Thüringen sowie Hessen auf und besuchte das Gymnasium erst in Eschwege, dann in Jena. Nach dem Abitur studierte er an der Universität Göttingen 1860 bis 1861 Naturwissenschaften sowie Philosophie und war Mitglied des Corps Hannovera Göttingen. Danach nahm er die Bewirtschaftung seines landwirtschaftlichen Betriebes in Werleshausen im Eichsfeld auf. Christen engagierte sich örtlich in der Kommunalpolitik als Amtsvorsteher und in verschiedenen Funktionen auf Kreisebene im Landkreis Heiligenstadt. Er wurde ferner Mitglied des Bezirksausschusses des Regierungsbezirks Erfurt und von 1889 bis 1908 Mitglied des Preußischen Abgeordnetenhauses. Dem Deutschen Reichstag gehörte er als Abgeordneter von 1884 bis 1890 und von 1898 bis 1910 fast fünf volle Legislaturperioden an. Im Landtag wie im Reichstag vertrat er jeweils den Reichstagswahlkreis Regierungsbezirk Kassel 4 Eschwege-Schmalkalden-Witzenhausen. Am 18. Januar 1896 wurde er in den erblichen preußischen Adelsstand erhoben. Er starb auf seinem Rittergut Werleshausen bei Witzenhausen an der Werra. Christen war Mitglied des Vereins für hessische Geschichte und Landeskunde.
Im Mai 1870 hatte er in Bornhagen Berta Österheld (* 17. August 1849 in Bornhagen; † 22. Dezember 1912 in Werleshausen) geheiratet, Tochter der Maria Georgine Hupfeld und des Rittergutsbesitzers Johann Wilhelm Österfeld. Ihre drei Söhne, die Landräte Fritz von Christen, Walter von Christen sowie Heino (Heinrich) von Christen waren die Erben des Gutes. Das ehemalige Rittergut befindet sich aufgrund des Wanfrieder Abkommens heute in Hessen.